# Cheiracanthium kibonotense
Cheiracanthium kibonotense là một loài nhện trong họ Miturgidae.
Loài này thuộc chi Cheiracanthium. Cheiracanthium kibonotense được Roger de Lessert miêu tả năm 1921.